# Lutz (kunstrijden)
De lutz is een sprongtechniek uit het kunstrijden op de schaats. De sprong werd in 1913 door de Oostenrijker Alois Lutz bedacht. Een lutz wordt achterwaarts ingezet.